# Routeburn Falls
Die Routeburn Falls sind ein segmentierter Wasserfall im Mount-Aspiring-Nationalpark in der Region Otago auf der Südinsel Neuseelands. Er liegt im Lauf des Route Burn, der in östlicher Fließrichtung einige Kilometer hinter dem Wasserfall in den Dart River/Te Awa Whakatipu mündet. Seine Gesamtfallhöhe beträgt rund 176 Meter.
Vom Parkplatz am Beginn des Routeburn Track bedarf es einer Gehzeit von etwa 3½ Stunden zum Wasserfall an der Roubeburn Falls Hut.